# Estación Palquico
Palquico fue una estación del ferrocarril ubicada en la localidad de Palquico que se halla dentro de la comuna de Petorca, en la región de Valparaíso de Chile. Fue parte del longitudinal norte, correspondiente al segmento entre la estación Cabildo y la estación Limáhuida, siendo parte del trayecto interior del longitudinal norte.

## Historia
Ya en 1910 existían los planos de extensión desde Cabildo y su estación hasta Limáhuida y la estación homónima, junto con la extensión hasta Las Cañas y su estación homónima. La extensión fue entregada hasta Limáhuida en 1913.
Sin embargo, la estación Palquico no se encontraba descrita en los planes originales de la línea, sino que fue agregada al servicio en 1916. En esta estación comenzaba el tramo con cremallera que seguía hacia el norte hasta llegar a la estación Socavón.
En 1923 fue construida una vivienda para alojar a maquinistas y fogoneros de la red.
Operó con normalidad hasta mediados de la década de 1960. Solamente quedan restos de los cimientos de la estación, parte de los terraplenes de las vías y parte de un triángulo de inversión.